# جول الصبر (المحفد)

تعديل مصدري - تعديل

جول الصبر هي إحدى قرى عزلة المحفد بمديرية المحفد التابعة لمحافظة أبين، بلغ تعداد سكانها 280 نسمة حسب تعداد اليمن لعام 2004.